# Parabelbella striata
Parabelbella striata är en kvalsterart som först beskrevs av Enami och Aoki 1988.  Parabelbella striata ingår i släktet Parabelbella och familjen Damaeidae. Inga underarter finns listade i Catalogue of Life.